# United-domains
Die united-domains AG ist ein deutscher Domain Name Registrar mit Sitz in Starnberg bei München. Sie ist seit Ende 2008 eine Konzerntochter von United Internet.

## Geschichte
Das Unternehmen wurde im August 2000 von Markus Eggensperger, Alexander Helm, Johann Hermann, Florian Huber, Nikolai Tiedemann, Frank Didszuleit und Dr. Torsten Poeck gegründet und schrieb 2002 bereits schwarze Zahlen.
2003 erfolgte die Gründung der Tochter united-domains reselling GmbH (damals dopoly GmbH) für Domain-Wiederverkäufer.
Am 7. Januar 2004 erfolgte der Verkauf des Unternehmens an Lycos Europe mit damals 22 Mitarbeitern.
Anfang 2009 übernahm United Internet die eigenständig gebliebene Tochter für 34 Mio. Euro, wobei die drei verbliebenen Gründer Markus Eggensperger, Alexander Helm und Florian Huber weiterhin an Bord blieben und mit etwa 15 Prozent am Unternehmen beteiligt waren. Im profitabel arbeitenden Unternehmen betreuten damals 50 Mitarbeiter rund 180.000 Kunden mit 1,1 Millionen Internet-Adressen.
2011 erfolgte die Gründung einer US-Niederlassung in Boston, die als United Domains, Inc. firmiert. Das US-Geschäft wurde 2019 auf die deutsche Mutter übertragen und die US-Niederlassung geschlossen.
2015 übernahm United Internet die Gesellschaft vollständig.
Zum Jahreswechsel 2017/2018 schied Florian Huber als Vorstand aus und im Oktober 2018 wurde Tobias Sattler als neues Vorstandsmitglied bestellt.
Im Jahr 2018 erzielte das Unternehmen einen Umsatz von 34,6 Mio. Euro bei einem Gewinn von 11,5 Mio. Euro und 63 Mitarbeitern.

## Auszeichnungen
- 2019 Readers’ Choice Hosting & Service Provider in Gold in der Kategorie Domains[10]
- 2018 Readers’ Choice Hosting & Service Provider in Platin in der Kategorie Domains[11]
- 2017 Readers’ Choice Hosting & Service Provider in Gold in der Kategorie Domains[12]
- 2016 Chip Testsieger im Großen Hotline-Test 2016 in der Kategorie Hosting-Anbieter[13]